# Marketing wyborczy
Marketing wyborczy – działania prowadzone podczas kampanii wyborczej, mające na celu popularyzację danego kandydata, partii politycznej oraz konkretnego programu politycznego, z którym jest związany. 
Marketing wyborczy jest prowadzony poprzez prasę, telewizję oraz inne popularne środki masowego przekazu. W obecnych czasach ma on bardzo ważne znaczenie w kampanii wyborczej i to on przede wszystkim decyduje o wykreowaniu kandydata i jego późniejszych wynikach w wyborach.